# Sonderothamnus
Sonderothamnus é um género botânico pertencente à família Penaeaceae.
1. ↑  «Sonderothamnus — World Flora Online». www.worldfloraonline.org. Consultado em 19 de agosto de 2020